# Serrapinnus heterodon
Serrapinnus heterodon es una especie de peces de la familia Characidae en el orden de los Characiformes.

## Morfología
Los machos pueden llegar alcanzar los 4,1 cm de longitud total.

## Reproducción
Es ovíparo.
Vive en zonas de clima tropical.

## Distribución geográfica
Se encuentran en Sudamérica:  cuencas de los ríos  Paraná y  São Francisco.